# Утаґава Йошітора
Утаґава Йошітора (歌川 芳虎) — японський дизайнер укійо-е та ілюстратор книжок і газет, активний з 1850 по 1880 рік.
Народився в Едо (тепер — Токіо). Точні роки його життя невідомі. Йошітора був найстарішим учнем Утаґава Кунійоші і навчився майстерно зображувати солдатів, акторів кабукі, красивих жінок та іноземців (йокоґама-е).
За своє життя Йошітора виконав понад 60 серій принтів та ілюстрував понад 100 книжок. Одна з найвідоміших його робіт під назвою «Веселі воїни — новорічні рисові тістечка нашого правителя» (道外武者 御代の若餅) зображує Ода Нобунаґа, Акечі Міцухіде та Тойотомі Хідейоші, які роблять рисові тістечка мочі для шьоґуна Токуґава Іеясу. Анотацією до цієї картини був вірш Савая Кокічі, який містив рядки «Ти укріпиш владу, міцно й твердо, як мочі» (君が代を つきかためたり 春のもち). Цензори розцінили цю роботу, як критику влади, й арештували Йошітора на п'ятдесят днів. Незабаром після цього його вигнали зі студії Кунійоші, але він продовжував активно творити.
Починаючи з 1860-х років Йошітора виготовляв роботи в стилі йокоґама-е, зображуючи іноземців і стрімку модернізацію, яка почалася в Японії після того, як країна відкрилася для торгівлі. Також він співпрацював з іншими художниками над серіями пейзажів. Остання відома робота з'явилася у 1882 році.